# Halfmoon
Halfmoon est une ville de l'État américain de New York, située dans le comté de Saratoga. Selon le recensement de 2010, sa population est de 21 535 habitants.